# Politiske partier i Japan
Dette er en liste over politiske partier i Japan, som er repræsenteret i japans parlament.
| Navn på Dansk | Navn på Japansk                                                                    | Partiformand      | Partiformand | Politisk position           | Ideologi                                   | Underhuset | Overhuset |
| --- | ---------------------------------------------------------------------------------- | ----------------- | ------------ | --------------------------- | ------------------------------------------ | ---------- | --------- |
| Liberale Demokratiske Parti | 自由民主党 Jiyū-Minshutō                                                           | Fumio Kishida     |              | Højrefløj                   | Konservatisme, Nationalisme                | 278 / 465  | 111 / 245 |
| Konstitutionelt Demokratiste Parti | 立憲民主党 Rikken-minshutō                                                         | Yukio Edano       |              | Centrum til Centrum-venstre | Socialliberalisme, Progressivisme          | 110 / 465  | 44 / 245  |
| Retfærdighed, eller Retfærdighedspartiet | 公明党 Kōmeitō                                                                     | Natsuo Yamaguchi  |              | Centrum-højre               | Religiøs konservatisme                     | 29 / 465   | 28 / 245  |
| Japanske Kommunistparti | 日本共産党 Nihon Kyōsan-tō                                                         | Kazuo Shii        |              | Venstrefløj                 | Kommunisme, Socialisme                     | 12 / 465   | 13 / 245  |
| Japans Inovationsparti | 日本維新の会 Nippon Ishin no Kai                                                   | Ichirō Matsui     |              | Centrum-højre til højrefløj | Konservatisme, Økonomisk liberalisme       | 10 / 465   | 16 / 245  |
| Demokratiske Folkeparti | 国民民主党 Kokumin-minshutō                                                        | Yuichiro Tamaki   |              | Centrum til Centrum-højre   | Liberalkonservatisme                       | 7 / 465    | 12 / 245  |
| Partiet Der Lærer Dig Hvordan Man Ikke Betaler NHK-licens | NHK受信料を支払わない方法を教える党 NHK jushinryō o shiharawanai hōhō o oshieru tō | Takashi Tachibana |              | Enkeltssagsparti            | Afskafning af NHK TV-licens.               | 1 / 465    | 1 / 245   |
| Socialdemokraterne | 社会民主党 Shakai Minshu-tō                                                        | Mizuho Fukushima  |              | Centrum-venstre             | Socialdemokratisme, Demokratisk socialisme | 1 / 465    | 1 / 245   |
| Reiwa Shinsengumi Navnet er svært at oversætte. Reiwa er den era som den japanske kalender er i efter at Naruhito blev kejser i 2019. Hver kejser har sin egen era. Shinsengumi er et gammelt ordspil på en gruppe samuraier. | れいわ新選組 Reiwa Shinsengumi                                                     | Tarō Yamamoto     |              | Venstrefløj                 | Venstrepopulisme, Antikapitalisme          | 0 / 465    | 2 / 245   |